# Bloodflowers
Bloodflowers – jedenasty album studyjny brytyjskiego zespołu The Cure, wydany w 2000 roku.

## Historia płyty
Przez wielu fanów The Cure "Bloodflowers" jest postrzegane jako powrót do korzeni zespołu po wydaniu płyty "Wild Mood Swings". Album jest trzecią i ostatnią częścią "trylogii" Roberta Smitha, składającej się ponadto z Pornography oraz Disintegration. W 2002 r. The Cure zagrali wszystkie trzy albumy w całości dla publiczności w Berlinie. Koncert ten został wydany na DVD jako Trilogy w 2003 r.
"Bloodflowers" odniosło umiarkowany sukces komercyjny, dotarło na 16. miejsce listy magazynu Billboard. Sprzedało się w ilości 300 tys. egzemplarzy. Na początku 2001 roku płyta została nominowana do nagrody Grammy w kategorii Best Alternative Music Album ("najlepszy album muzyki alternatywnej").

## Lista utworów
Wszystkie utwory napisane przez Bamontego, Coopera, Gallupa, O’Donnella i Smitha.
1. "Out of This World" – 6:44
2. "Watching Me Fall" – 11:13
3. "Where the Birds Always Sing" – 5:44
4. "Maybe Someday" – 5:04
5. "The Last Day of Summer" – 5:36
6. "There Is No If..." – 3:44
7. "The Loudest Sound" – 5:09
8. "39" – 7:20
9. "Bloodflowers" – 7:31

- "Coming Up" – dodatkowy utwór dostępny na australijskim i japońskim wydaniu "Bloodflowers". Nie pojawia się na żadnym innym wydaniu CD, ale występuje na wszystkich wydaniach gramofonowych.

### Specjalny utwór
1. "Spilt Milk" – 4:53 – dodatkowy utwór dostępny tylko w internecie

### Cała sesja
1. "Possession" – 5:17 – zostało wydane na płycie "Join the Dots"
2. "Just Say Yes" – zostało wydane na kompilacji "Greatest Hits"
3. "You're So Happy!" – cover wykonany przez tribute band, rozpowszechniony przez sieć P2P
4. "Heavy World"
5. "Everything Forever"

## Single promocyjne
Nie wydano żadnych komercyjnych singli z płyty "Bloodflowers", ale do DJ-ów i stacji radiowych wysłano trzy single promocyjne.
- "Out of This World" w styczniu (Europa) i maju (Stany Zjednoczone) 2000 r.
- "Maybe Someday" w styczniu (Stany Zjednoczone) i kwietniu (Europa) 2000 r.
- "The Last Day Of Summer" wydany tylko w Polsce

## Twórcy
- Robert Smith – gitara, instrumenty klawiszowe, śpiew
- Perry Bamonte – gitara
- Jason Cooper – instrumenty perkusyjne, perkusja
- Simon Gallup – gitara basowa
- Roger O’Donnell – instrumenty klawiszowe

## Produkcja
- Producenci: Paul Corkett, Robert Smith
- Inżynierowie: Paul Corkett, Sacha Jankovich
- Miksowanie: Paul Corkett, Robert Smith
- mastering: Ian Cooper
- Koordynator prac nad płytą: Daryl Bamonte
- Fotografika: Perry Bamonte, Paul Cox, Alex Smith
- Logo: Alexis Yraola

## Notowania na listach muzycznych
Album – Billboard (Ameryka Północna)
| Rok  | Lista               | Pozycja |
| ---- | ------------------- | ------- |
| 2000 | Billboard 200       | 16      |
| 2000 | Top Internet Albums | 2       |
| 2008 | OLiS                | 43      |

Single – Billboard (Ameryka Północna)
| Rok  | Singel          | Lista              | Pozycja |
| ---- | --------------- | ------------------ | ------- |
| 2000 | "Maybe Someday" | Modern Rock Tracks | 10      |